# Захаров, Виктор Николаевич (Герой Советского Союза)
Ви́ктор Никола́евич Заха́ров (17 ноября 1919 — 11 мая 1944, Молдова) — капитан Рабоче-крестьянской Красной Армии, участник Великой Отечественной войны, Герой Советского Союза (1944).

## Биография
Виктор Захаров родился 17 ноября 1919 года в селе Никольское (ныне — Енотаевский район Астраханской области). В 1937 году окончил два курса Саратовского зооветеринарного института. В 1937 году Захаров был призван на службу в Рабоче-крестьянскую Красную Армию. В 1941 году окончил Энгельсскую военную авиационную школу лётчиков, после чего остался в ней работать лётчиком-инструктором. С марта 1943 года — на фронтах Великой Отечественной войны. Принимал участие в боях на Юго-Западном и 3-м Украинском фронтах. Участвовал в освобождении Белгородской области, Украинской и Молдавской ССР.
К февралю 1944 года капитан Виктор Захаров командовал эскадрильей 995-го штурмового авиационного полка (306-й штурмовой авиационной дивизии, 9-го смешанного авиационного корпуса, 17-й воздушной армии 3-го Украинского фронта). К тому времени он совершил 97 боевых вылетов, принял участие в 27 воздушных боях. 11 мая 1944 года Захаров погиб в воздушном бою под городом Бендеры. Похоронен в братской могиле в селе Спея Новоаненского района Молдовы.

## Награды
Указом Президиума Верховного Совета СССР от 1 июля 1944 года капитан Виктор Захаров посмертно был удостоен высокого звания Героя Советского Союза. Был также награждён орденами Ленина, Красного Знамени, Отечественной войны 1-й степени, Красной Звезды.